# 小俣夏乃
小俣 夏乃（おまた かの、1996年7月24日 - ）は、日本のアーティスティックスイミング選手。

## 経歴・人物
1996年7月24日、神奈川県茅ヶ崎市出身。茅ヶ崎市立柳島小学校、茅ヶ崎市立中島中学校、神奈川県立麻生高等学校卒業。国士舘大学体育学部卒業。ミキハウス所属。
4歳で競泳を始め、その後9歳の時にシンクロナイズドスイミング（当時）に転向。2008年、小学校6年時の第31回全国JOCジュニアオリンピックカップ（岡山県児島市）のシンクロ：10歳 - 12歳の部ソロで優勝を果たしている。
所属クラブのアクラブ調布（東京都調布市）での練習環境などを考えて神奈川県立麻生高等学校に進学、高校1年時にシンクロ日本ジュニア代表に選出され、2012年世界ジュニア選手権（ギリシャ・ヴォロス）チーム種目で準優勝を飾っている。また2014年世界ジュニア選手権（フィンランド・ヘルシンキ）でもジュニア日本代表として出場し、田崎明日花とコンビを組んだデュエット、チーム種目でそれぞれ2位（銀メダル）となり、フリーコンビネーション種目では1位（金メダル）を獲得した。
2015年は世界水泳選手権（ロシア・カザン）のシンクロ日本代表チームのメンバーに選出され、フリーコンビネーション演技で3位（銅メダル）を獲得した。
2016年リオデジャネイロオリンピックシンクロ日本代表チームに選出された。チームで銅メダルを獲得した。